# If I Stay Too Long
If I Stay Too Long is een nummer van de Britse popgroep The Creation uit 1967.

## Versie van The Creation
The Creation werd in 1966 opgericht. Een jaar later verlaat zanger Kenny Pickett de band, waarna bassist Bob Garner de zang voor zijn rekening neemt en Kim Gardner de band versterkt als nieuwe bassist. Garner schrijft samen met gitarist Eddie Phillips het nummer "If I Stay Too Long" begin 1967. The Who-producent Shel Talmy produceert de single en en in juni van het jaar wordt het nummer als eerste single van de groep in de nieuwe line-up uitgegeven. De band wist er geen hitsucces mee te behalen.

## Versie van Big Wheel
In 1969 wordt de Haagse rockband Big Wheel opgericht, met leden die afkomstig zijn uit verschillende andere bands als Q65 en The Haigs. De debuutsingle van de groep is een cover van "If I Stay Too Long" en op deze single neemt producer Hans van Hemert de zang voor zijn rekening. Op 7 juli 1969 werd op het Decca label de single uitgebracht, met "Little Woman" als B-kant. Deze versie was succesvoller dan die van The Creation en wist de 22e positie in de Nederlandse Top 40 te behalen.

### NPO Radio 2 Top 2000
| Nummer met noteringen in de NPO Radio 2 Top 2000 | '99  | '00-'01 | '02  |
| ------------------------------------------------ | ---- | ------- | ---- |
| If I Stay Too Long                               | 1653 | -       | 1889 |

1. ↑  Een '-' betekent dat het nummer niet was genoteerd en een vetgedrukt getal geeft de hoogste notering aan.
2. ↑  Deze tabel is bijgewerkt tot en met de laatste editie (2024).